# 亚加二世
教宗亞加二世（拉丁語：Agapetus PP. II；？—955年11月8日）本名不详，於946年5月10日至955年11月出任教宗。

## 譯名列表
- 亞加二世：香港天主教教區檔案　歷任教宗作亞加。
- 阿加佩圖斯二世、阿加佩图斯二世：大英綫上繁體中文版作阿加佩圖斯。